# ENA 월화 드라마
ENA 월화 드라마는 ENA에서 매주 월요일부터 화요일 오후 10시에 방송 중인 드라마 프로그램이다.

## 개요
미니 시리즈 드라마 형식으로 방송 중이다.

## 프로그램 리스트
- 아래 프로그램은 2002년 11월 이후 시청 가능 연령을 표시하는 드라마 프로그램 등급 제도를 의무적으로 시행하여 현재까지 이어지고 있습니다.
- 2017년 3월 1일부터 TV 프로그램 등급 표시 외에 주제, 폭력성, 선정성, 언어, 모방 위험 등 분류 사유 표시를 의무적으로 시행하고 있습니다.

### 2020년대

#### 2022년
- 《아무것도 하고 싶지 않아》 : 2022년 11월 21일 ~ 2022년 12월 27일

#### 2023년
- 《종이달》 : 2023년 4월 10일 ~ 2023년 5월 9일
- 《오! 영심이》 : 2023년 5월 15일 ~ 2023년 6월 13일
- 《마당이 있는 집》 : 2023년 6월 19일 ~ 2023년 7월 11일
- 《남남》 : 2023년 7월 17일 ~ 2023년 8월 22일
- 《신병 2》 : 2023년 8월 28일 ~ 2023년 9월 7일
- 《사랑한다고 말해줘》 : 2023년 11월 27일 ~ 2024년 1월 16일

#### 2024년
- 《야한(夜限) 사진관》 : 2024년 3월 11일 ~ 2024년 5월 6일
- 《크래시》 : 2024년 5월 13일 ~ 2024년 6월 18일
- 《유어 아너》 : 2024년 8월 12일 ~ 2024년 9월 10일
- 《나의 해리에게》 : 2024년 9월 23일 ~ 2024년 10월 29일
- 《취하는 로맨스》 : 2024년 11월 2일 ~ 2024년 12월 10일
- 《나미브》 : 2024년 12월 23일 ~ 2025년 1월 28일

#### 2025년
- 《라이딩 인생》 : 2025년 3월 3일 ~ 2025년 3월 25일
- 《신병 3》 : 2025년 4월 7일 ~ 2025년 4월 29일
- 《당신의 맛》 : 2025년 5월 12일 ~ 2025년 6월 10일
- 《살롱 드 홈즈》 : 2025년 6월 16일 ~ 2025년 7월 15일
- 《아이쇼핑》 : 2025년 7월 21일 ~ 현재

## 경쟁 프로그램
- KBS 2TV 월화 드라마
- MBC 월화 드라마
- SBS 월화 드라마
- TV조선 월화 드라마
- JTBC 월화 드라마
- 채널A 월화 드라마
- MBN 월화 드라마
- tvN 월화 드라마